# Plage des Cathédrales

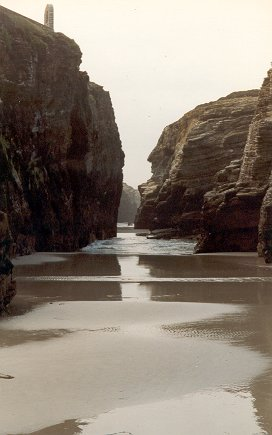
Plage des cathédrales, falaises et passages

La Plage des Cathédrales (Playa de las Catedrales en castillan et Praia das Catedrais en galicien), ou Las Catedrales en castillan ou As Catedrais en galicien (« Les Cathédrales »), ou encore Praia de Augas Santas en galicien (Plage des Eaux Saintes), est une plage de la paroisse civile d'A Devesa (es) dans la commune de Ribadeo (province de Lugo - Galice - Espagne) sur la mer Cantabrique, connue pour les formes spectaculaires de ses falaises. Ce site permet, à marée basse, de se promener entre les falaises et les grottes marines formées par l'érosion marine.

## Description

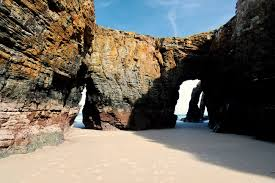
Plage des cathédrales, arches et grottes.

La Playa de las Catedrales est caractérisée par la formation d'arches et de grottes, seulement accessibles à pied à marée basse. À marée haute, la plage est relativement courte, elle est dotée de sable fin et est appropriée pour la baignade. Il est intéressant de contempler la plage à marée haute en parcourant la partie haute des falaises d'ouest en est vers la Playa de Esteiro (es). 

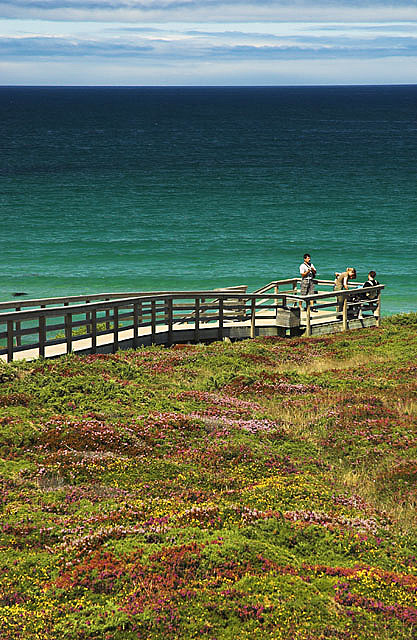
Mirador

En revanche, il est recommandé de la parcourir sur le sable à marée basse, la mer retirée offrant une grande largeur de plage. Celle-ci est bordée par des falaises rocheuses abruptes d'ardoise et de schiste érodées avec des formes capricieuses : des arches de plus de 30 mètres de hauteur qui rappellent des arcs boutants de cathédrale (d'où le nom donné à la plage), des grottes de dizaines de mètres, des couloirs de sable entre des roches et d'autres curiosités. À marée très basse, il est possible d'accéder à des plages voisines, mais il est plus prudent de prévoir le retour avant la marée montante, car il est impossible de grimper sur les falaises verticales. 
Les reliefs sont le résultat de l'usure de la côte par l'effet combiné de l'érosion des vagues et du vent.
La partie haute de la falaise a été équipée de vastes parkings, de miradors permettant de profiter de magnifiques vues et de longues passerelles en bois tout au long de la plage, destinées à canaliser le flot de visiteurs et à éviter l'érosion des chemins.

## Accès
L'accès à cette plage se fait :

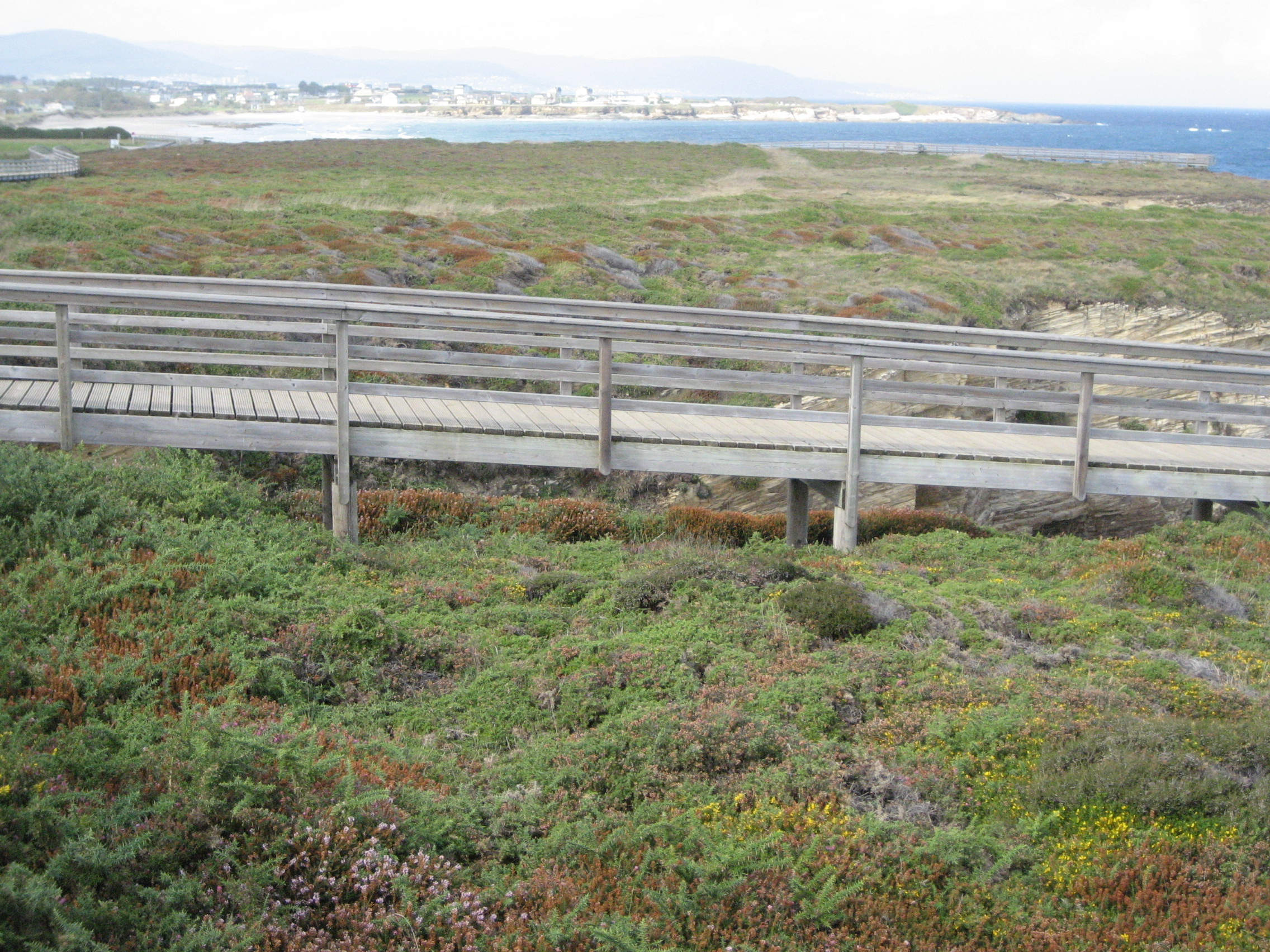
Passerelle d'accès.

- en voiture par la nationale N-634 (es), sortie 516, direction Rinlo et Reinante ;
- en train aux arrêts de Esteiro (es) et de Reinante (es) ;
- en bus avec la compagnie Eocar[2] depuis Ribadeo selon le trajet suivant : Office de Tourisme de Ribadeo - Rúa Virxe do Camiño - Station d'autobus - Playa de Os Castros / Illas - Playa de Esteiro - Playa de As Catedrais.

La forte affluence de visiteurs en été a poussé la Junte de Galice en 2005 à mettre en marche un plan pour restreindre l'accès à la plage, avec une réservation d'accès par internet.

## Galerie

Plage des Cathédrales
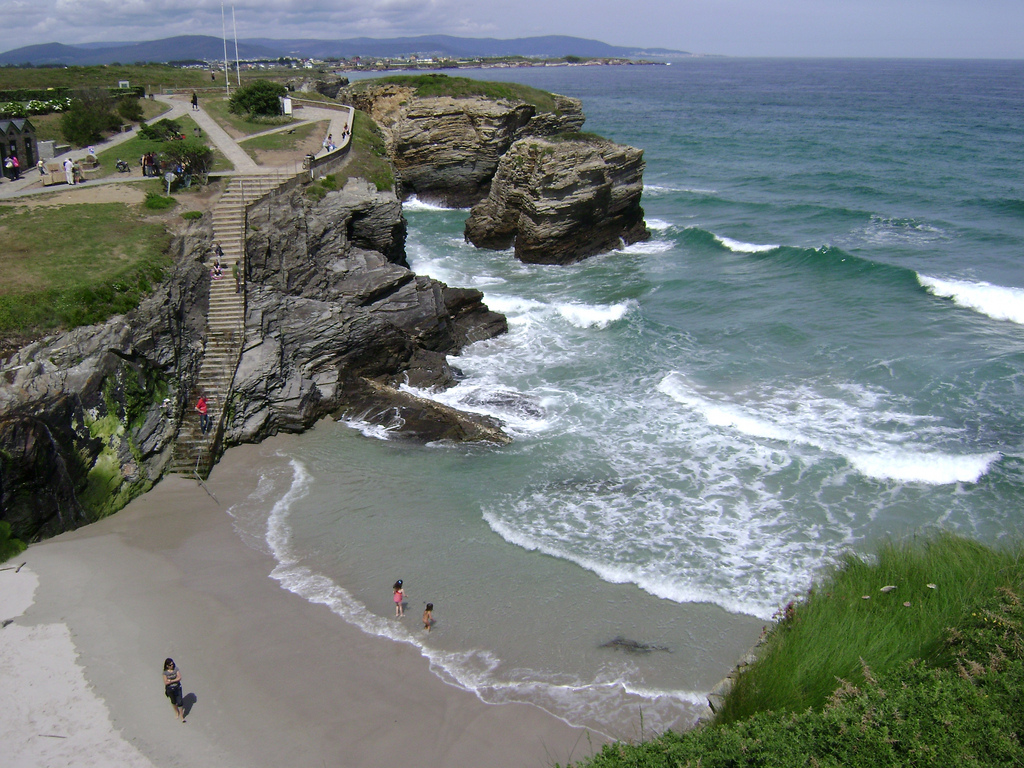
Escalier d'accès à la plage
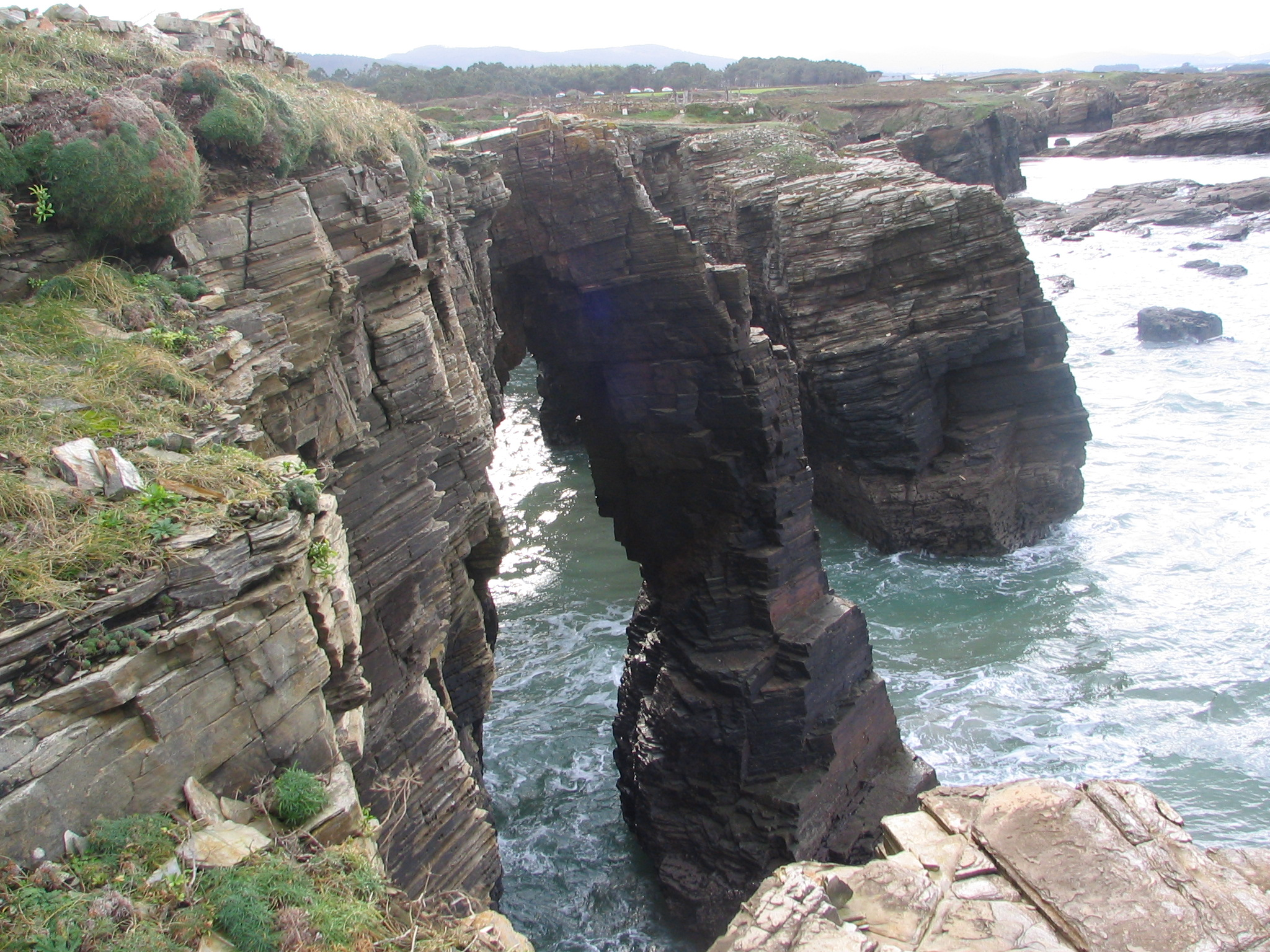
Arches
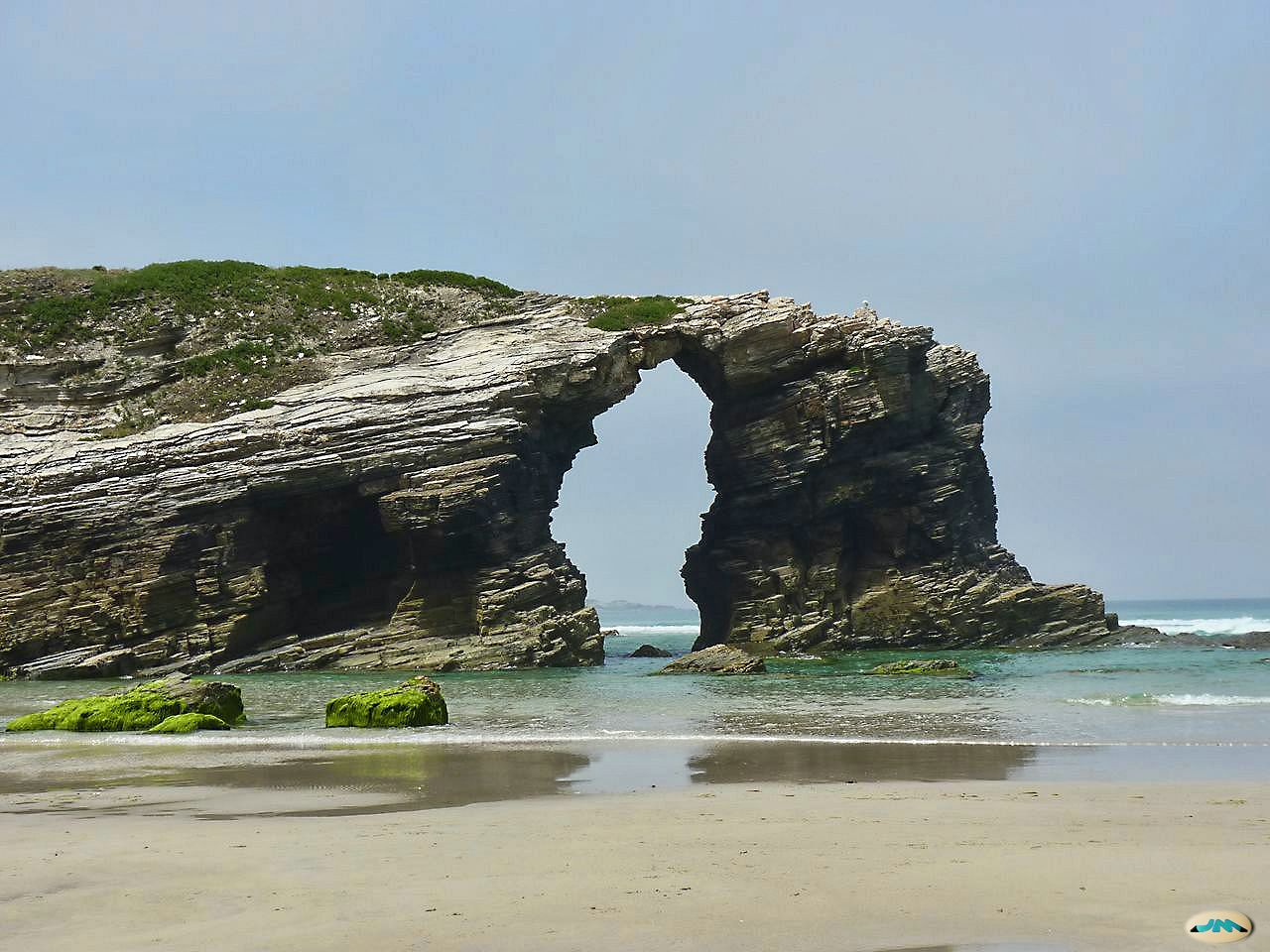
Arches
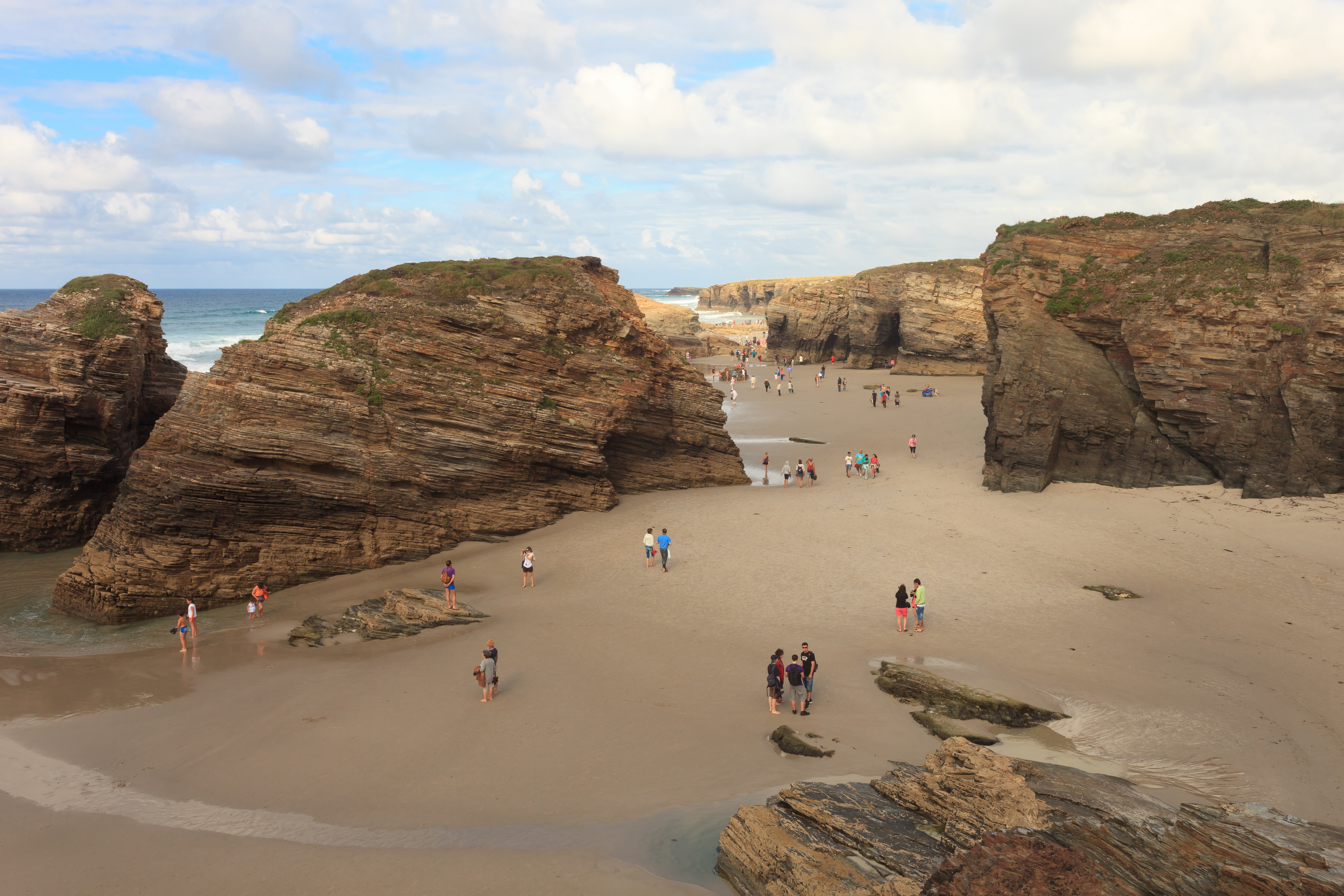
La plage à marée basse
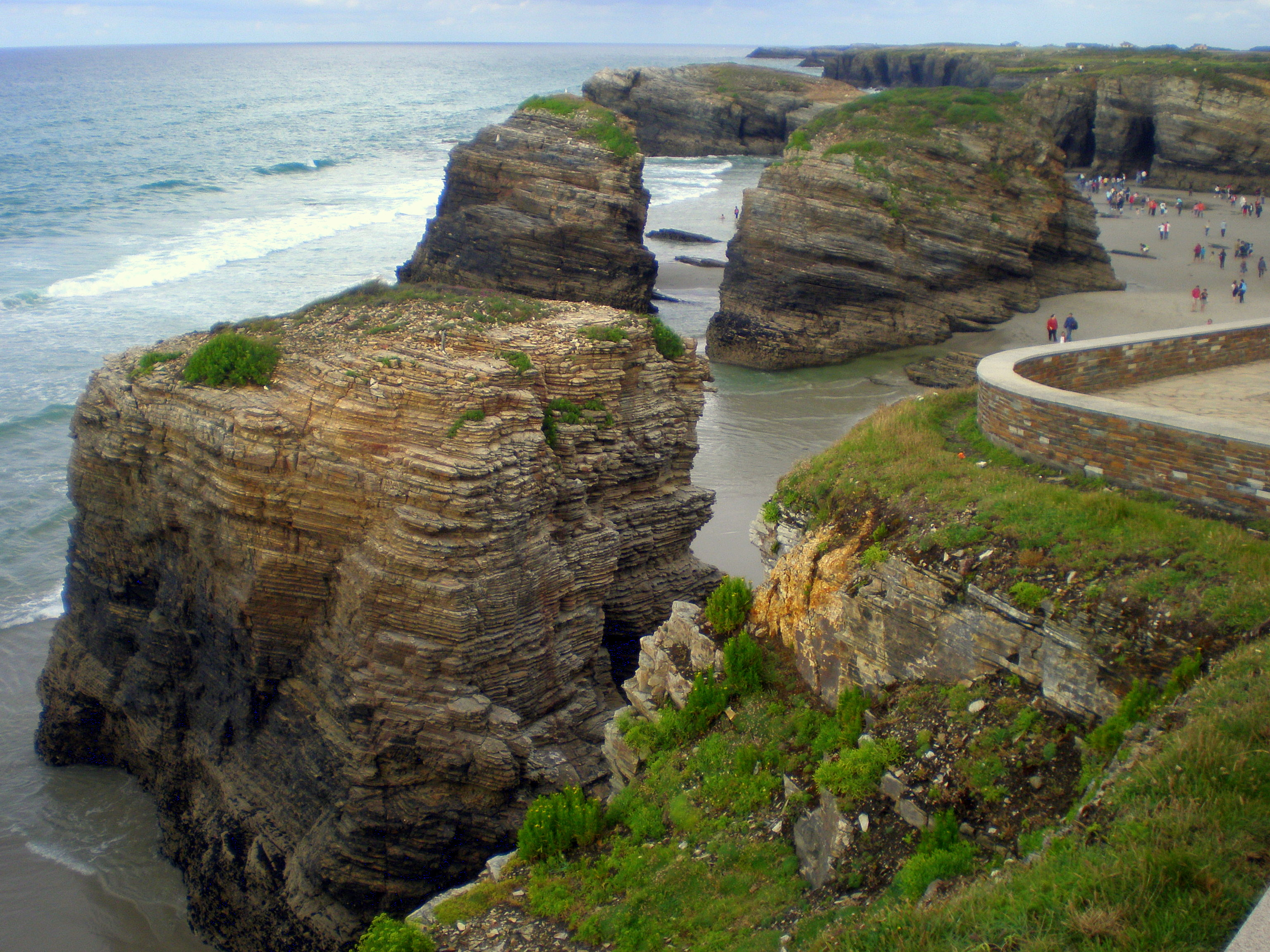
Falaises érodées
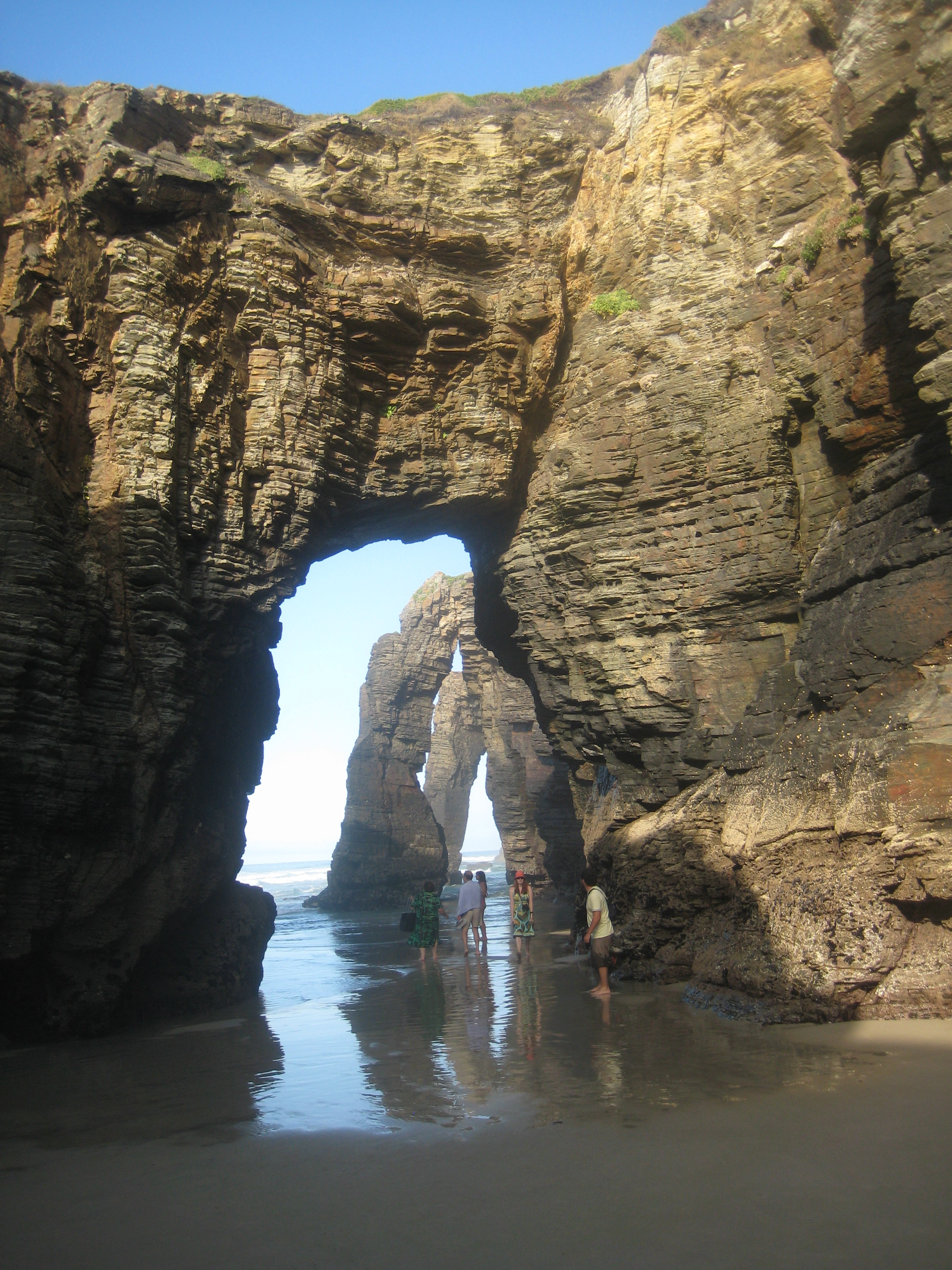
Arches
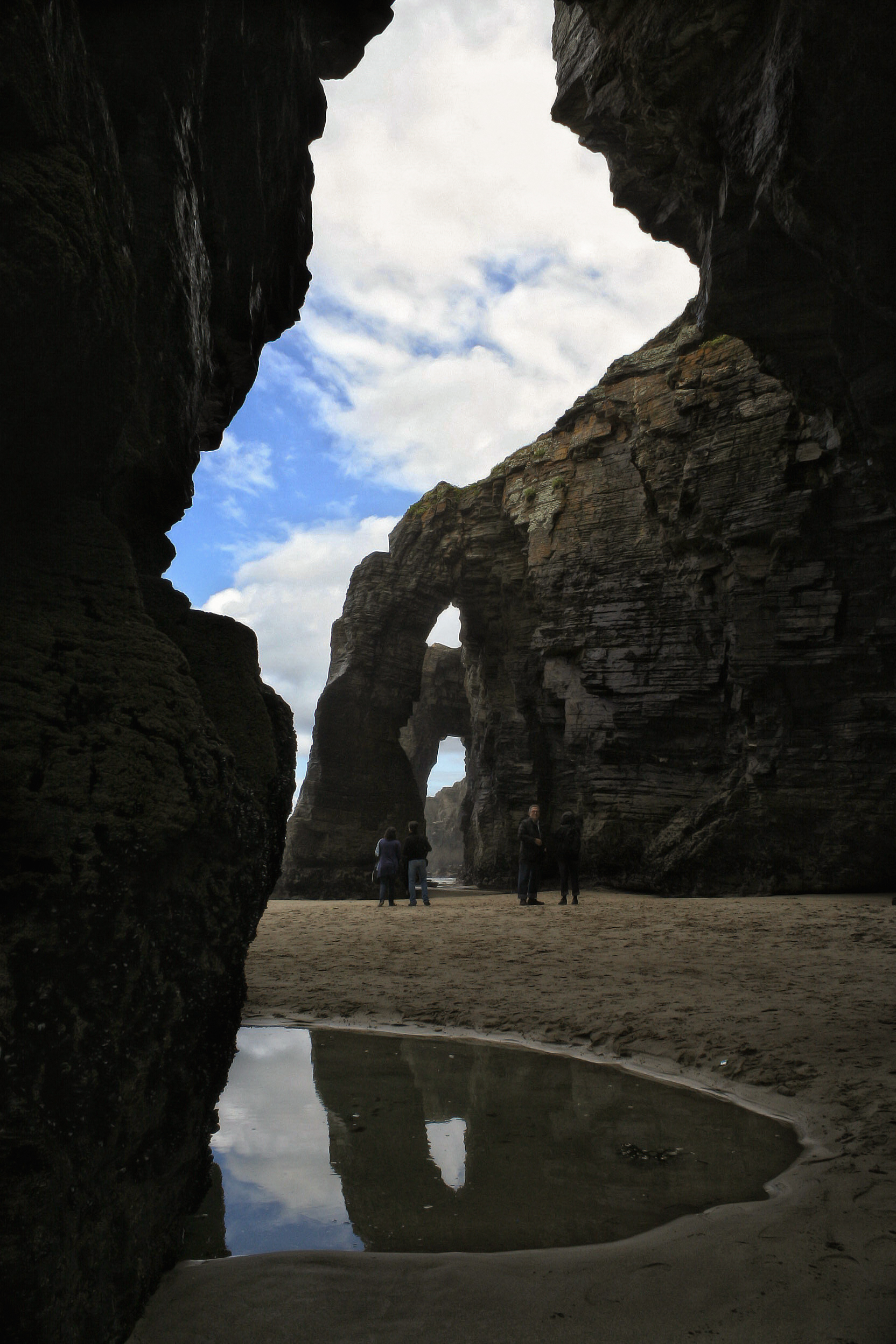
Arches
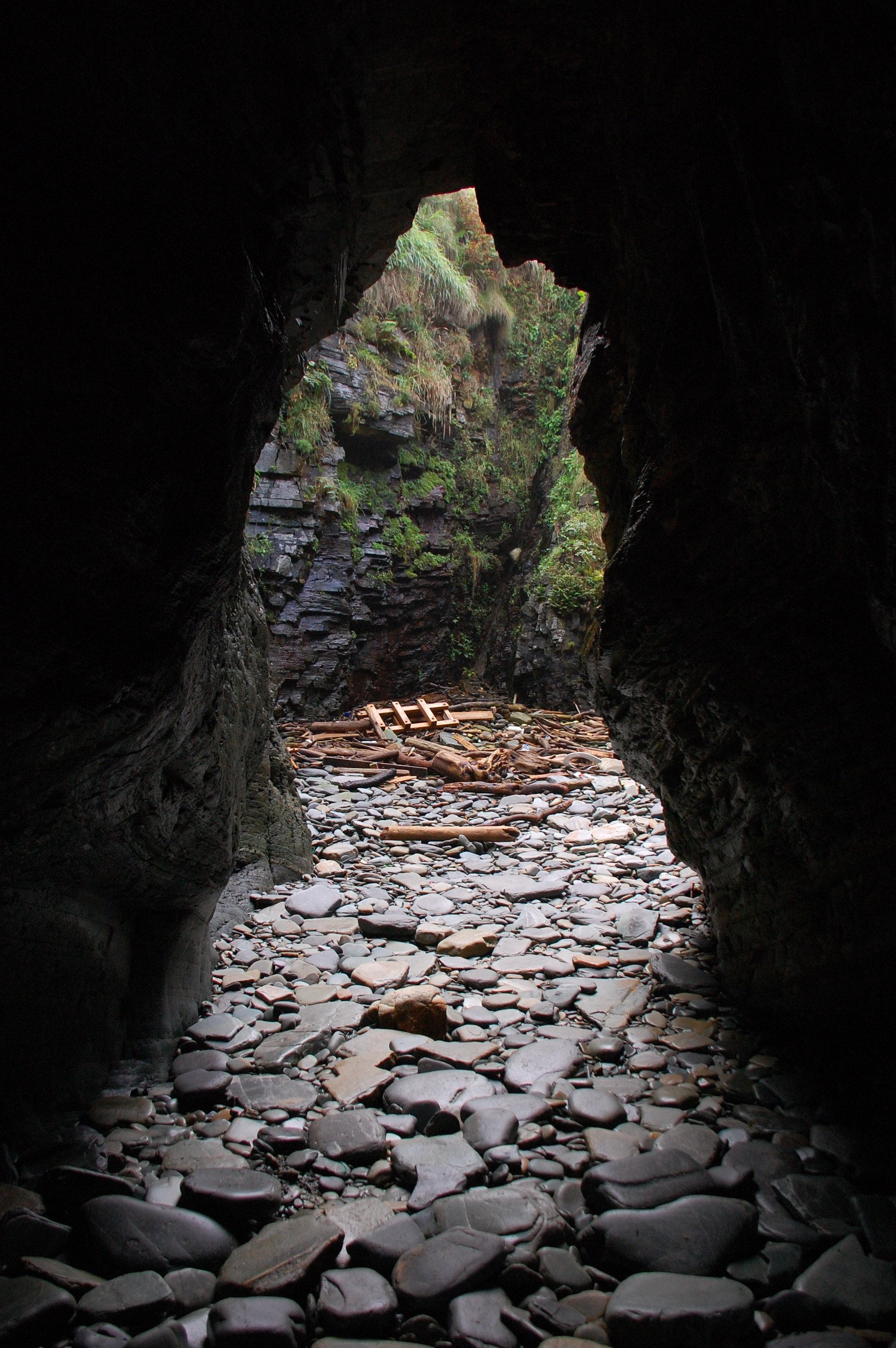
Grotte